# Tonnoiriella paveli
Tonnoiriella paveli är en tvåvingeart som beskrevs av Jezek 1999. Tonnoiriella paveli ingår i släktet Tonnoiriella och familjen fjärilsmyggor.
Artens utbredningsområde är Marocko. Inga underarter finns listade i Catalogue of Life.